# Johann Baptist von Schweitzer
Johann Baptist von Schweitzer vagy Jean Baptista von Schweitzer (Frankfurt am Main, 1833. július 12. – Giessbach, Bern kantonban, 1875. július 28.) német szocialista politikus és vígjátékíró.

## Élete
Frankfurtban ügyvédként dolgozott. 1864-ben az általános német munkásegylet elnöke lett, kiadta a Socialdemokrat című lapot és 1867 és 1871 között az északnémet birodalmi gyűlés tagja volt. Elhunyt a Brienzi-tó melletti giessbachi villájában. Vígjátékai közül egyesek nagy sikert arattak.

## Munkái
- Alkibiades (vígjáték, Frankfurt, 1858)
- Friedrich Barbarossa (uo., 1858)
- Die österr. Spitze (Lipcse, 1862)
- Lucinde oder Kapital und Arbeit (szociálpolitikai regény, Frankfurt, 1863)

### Vígjátékok
- Canossa (Berlin, 1871)
- Cousin Emil (uo. 1875)
- Die Darwinianer (uo. 1875)
- Die Eidechse
- Die Staatsverbrecher
- Epidemisch
- Großstädtisch